# Кымпина
Кымпина (рум. Câmpina) — муниципия в Румынии, в жудеце Прахова.
Численность населения в 2011 году составила 31770 человек.

## История
Первое упоминание о Кэмпине встречается в записях торговцев воском 8 января 1503 года.
В 1864 году князь Александру Иоан Куза присваивает поселению статус города.
1 июня 1879 года построен железнодорожный вокзал.

## Известные уроженцы
- Еуджен Жебеляну — румынский поэт.
- Штефэнеску, Эусебиу (1944—2015) — румынский актёр.

## Галерея
- Здание мэрии
- Музей-замок ЮлиИ Хашдеу
- Здание суда
- Лицей для мальчиков